# Cantorchilus
Cantorchilus là một chi chim trong họ Troglodytidae.